# Sarracenia rehderi
Sarracenia rehderi är en flugtrumpetväxtart som beskrevs av S. Bell. Sarracenia rehderi ingår i släktet flugtrumpeter, och familjen flugtrumpetväxter. Inga underarter finns listade i Catalogue of Life.